# Bala de plata (marketing)
Las Balas de Plata o Silver Bullet Brand son aquellas submarcas energizantes cuyo éxito repercute en la reputación de su marca matriz, permitiendo renovar la percepción que el público tiene de ella, podemos observar un claro ejemplo de balas de plata, en la marca Apple y el Ipod como subproducto.
Es fundamental reconocer estos productos o servicios como agentes de cambio positivo, para aprovechar a tiempo su impacto estratégico. Las marcas bala de plata pueden alcanzar tal influencia, que se convierten en el mejor medio para transmitir una esencia corporativa actualizada.
Tal fue el caso de la misma Apple, que dedicó campañas publicitarias exclusivamente al Ipod gracias al impacto provocado en las masas, otro ejemplo de balas de plata, es el de la marca P&G con todos sus subproductos que por separado llevan a cabo campañas publicitarias y que se refleja directamente en la marca principal.

## Características
- Tiempo de vida corto
- Provienen siempre de una marca principal